# Trnovany
Trnovany település Csehországban, a Litoměřicei járásban. Trnovany Křešice, Žitenice, Ploskovice, Litoměřice és Býčkovice településekkel határos. Lakosainak száma 463 fő (2024. január 1.).

## Népesség
A település lakosságának változását az alábbi diagram mutatja:
| Lakosok száma | 364  | 355  | 414  | 266  | 274  | 289  | 388  | 414  | 422  | 463  |
|               | 1869 | 1890 | 1921 | 1950 | 1980 | 2001 | 2017 | 2019 | 2022 | 2024 |